# Várzea (Arouca)
Pour les articles homonymes, voir Várzea.
Várzea est une paroisse civile portugaise (en portugais : freguesia) de la municipalité d'Arouca dans le district d'Aveiro.

## Géographie
Várzea doit son nom à sa situation dans la plaine alluviale inondable (várzea) de la rivière Arda (pt), affluent du Douro qui traverse la paroisse d'ouest en est.

## Démographie
Lors du recensement de 2021, Várzea compte 534 habitants.